# Manna (calciatore)
 Manna (fl. XX secolo) è stato un calciatore italiano, di ruolo centrocampista.

## Carriera
Disputa 21 gare con una rete con il Mantova nel campionato di Prima Divisione 1922-1923.